# جون ساتكليف
جون ساتكليف (بالإنجليزية: John Sutcliffe)‏ (26 يونيو 1913 بإنجلترا في المملكة المتحدة - 5 أكتوبر 1980) هو لاعب كرة قدم بريطاني في مركز الوسط، شارك في الألعاب الأولمبية الصيفية 1936. وشارك مع منتخب المملكة المتحدة الوطني لكرة القدم. أما مع النوادي، فقد لعب مع Corinthian F.C. ‏.

## وصلات خارجية
- جون ساتكليف على موقع الاتحاد الدولي (مؤرشف)  (الإنجليزية)
- جون ساتكليف على موقع عالم كرة القدم.نت (الإنجليزية)
- جون ساتكليف على موقع أوليمبيديا (الإنجليزية)